# Reteporellina laxipes
Reteporellina laxipes är en mossdjursart som först beskrevs av Ferdinand Canu och Ray Smith Bassler 1929.  Reteporellina laxipes ingår i släktet Reteporellina och familjen Phidoloporidae. Inga underarter finns listade i Catalogue of Life.